# Miglieglia
Miglieglia é uma comuna da Suíça, no Cantão Tessino, com cerca de 235 habitantes. Estende-se por uma área de 5,13 km², de densidade populacional de 46 hab/km². Confina com as seguintes comunas: Alto Malcantone, Aranno, Curiglia con Monteviasco (IT-VA), Dumenza (IT-VA), Novaggio. 
A língua oficial nesta comuna é o Italiano.